# Veen van Oude Werf
Het Veen van Oude Werf (ook: Oude Werf en Oudewerf) is een voormalig waterschap in de Nederlandse provincie Groningen.
Het schap lag in de oude gemeente Winschoten, grotendeels ten noorden van de A7 en ten oosten van de Verlengde Kloosterlaan. De molen van het schap waterde naar het zuiden af via een hoofdwatergang die in verbinding stond met de Oosteindigerwatering. In 1931 werd het waterschap verenigd met de Zesboerenpolder onder de naam Ensemble en ging toen afwateren naar het Winschoterdiep in het westen,.
Waterstaatkundig gezien ligt het gebied sinds 2000 binnen dat van het waterschap Hunze en Aa's.